# فرودگاه خائیمه گنزالز
فرودگاه خائیمه گنزالز (به انگلیسی: Jaime González Airport) (به زبان بومی: Aeropuerto "Jaime González") یک فرودگاه همگانی با کد یاتا CFG است که یک باند فرود آسفالت دارد و طول باند آن ۲۴۰۰ متر است. این فرودگاه در کشور کوبا قرار دارد و در ارتفاع ۳۱ متری از سطح دریا واقع شده‌است.

## شرکت‌های هواپیمایی و مقصدهای پروازی
| شرکت‌های هواپیمایی    | مقصدهای پروازی                          |
| -------------------- | --------------------------------------- |
| امریکن ایرلاینز      | میامی                                   |
| انووی ایر            | میامی                                   |
| هواپیمایی کوبا       | مونترآل-پییر الیوت ترودو، پیرسون تورنتو |
| میامی ایر اینترنشنال | چارتر: میامی                            |
| سانگ‌برد ایرویز       | چارتر: میامی                            |